# Tobin Heath
Pour les articles homonymes, voir Heath.
Tobin Powell Heath (née le 29 mai 1988 à Basking Ridge, dans l'État du New Jersey) est une joueuse de football américaine évoluant au poste de milieu de terrain offensif est membre de l'équipe des États-Unis de soccer féminin.

## Biographie

### Carrière en club
Heath est diplômé du Ridge High School au New Jersey en 2006. Elle joue pour l'équipe des PDA Wildcats qui remporte le Championnat national des clubs 2003. Puis elle fréquente l'université de Caroline du Nord et est membre de l'équipe North Carolina Tar Heels qui remporte le Championnat national de soccer féminin de la NCAA en 2006, 2008 et 2009.
En 2010, elle est repêchée par Beat d'Atlanta. Malheureusement sa première saison dans la Women's Professional Soccer est brève à cause d'une sérieuse blessure. Le 10 décembre 2010, Heath, avec ses coéquipières Eniola Aluko et Angie Kerr est échangée au Sky Blue FC. Elle y joue la saison 2011.
Après la cessation des activités de la Women's Professional Soccer, Heath signe avec le Fury de New York pour la saison 2012.
Le 11 janvier 2013, elle est mise à disposition du Thorns FC de Portland, jouant dans la nouvelle National Women's Soccer League.
Avant de rejoindre Portland, elle signe au PSG le 25 janvier pour y jouer jusqu'en juin,.
Elle remporte avec Portland la finale de la National Women's Soccer League 2013 contre le Western New York Flash de Abby Wambach en ouvrant le score a la 40e minute sur un magnifique coup franc qui va droit en lucarne.
Le 2 septembre 2021, elle rejoint Arsenal.

### Carrière en sélection
Après avoir joué pour les équipes nationales des moins de 17 ans (en 2004-2005) et des moins de 20 ans (au Championnat du monde des moins de 20 ans 2006 en Russie), elle fait sa première apparition pour l'équipe sénior américaine le 18 janvier 2008 contre la Finlande dans le Tournoi des Quatre Nations. 
Elle est une joueuse remplaçante de l'équipe américaine lors des Jeux olympiques d'été de 2008 à Pékin. Elle joue trois matchs durant le tournoi. Elle est la plus jeune membre de l'équipe nationale américaine en 2008. Elle est médaillée d'or olympique 2008. 
Elle participe à la Coupe du monde de football féminin 2011, dont la finale perdue face au Japon aux tirs au but (elle voit son tir arrêté par la gardienne Ayumi Kaihori).
Elle fait partie de l'équipe américaine sacrée championne olympique aux Jeux olympiques d'été de 2012 et de celle qui gagne le titre mondial en 2015 et en 2019.

### Buts en sélection
| Buts en sélection de Tobin Heath | Buts en sélection de Tobin Heath | Buts en sélection de Tobin Heath                              | Buts en sélection de Tobin Heath | Buts en sélection de Tobin Heath | Buts en sélection de Tobin Heath | Buts en sélection de Tobin Heath |
|                                  | Date                             | Lieu                                                          | Adversaire                       | Résultat                         | Compétition                      |                                  |
| -------------------------------- | -------------------------------- | ------------------------------------------------------------- | -------------------------------- | -------------------------------- | -------------------------------- | -------------------------------- |
| 1.                               | 5 mars 2008                      | Estádio Municipal, Albufeira, Portugal                        | Chine                            | 4-0                              | Algarve Cup 2008                 |                                  |
| 2.                               | 4 avril 2008                     | Estadio Olímpico Benito Juárez, Ciudad Juárez, Mexique        | Jamaïque                         | 6-0                              | Qualifications JO Pékin 2008     |                                  |
| 3.                               | 19 novembre 2011                 | University of Phoenix Stadium, Glendale (Arizona), États-Unis | Suède                            | 1-1                              | Match amical                     |                                  |
| 4.                               | 20 janvier 2012                  | BC Place, Vancouver, Canada                                   | République dominicaine           | 14-0                             | Qualifications JO Londres 2012   |                                  |
| 5.                               | 27 janvier 2012                  | BC Place, Vancouver, Canada                                   | Costa Rica                       | 3-0                              | Qualifications JO Londres 2012   |                                  |
| 6.                               | 16 juin 2012                     | Örjans Vall, Halmstad, Suède                                  | Suède                            | 3-1                              | Sweden Invitational 2012         |                                  |
| 7.                               | 23 octobre 2012                  | East Hartford, Rentschler Field, États-Unis                   | Allemagne                        | 2-2                              | Match amical                     |                                  |
| 8.                               | 9 avril 2013                     | La Haye, Kyocera Stadion, Pays-Bas                            | Pays-Bas                         | 3-1                              | Match amical                     |                                  |

NB : Les scores sont affichés sans tenir compte du sens conventionnel en cas de match à l'extérieur (États-Unis-Adversaire)

### Palmarès
- Vainqueur des Jeux olympiques d'été de 2008 et des Jeux olympiques d'été de 2012
- Vainqueur de la Coupe du monde 2015 et de la Coupe du monde 2019

### Distinctions individuelles
- Nommée dans l'équipe type de la FIFA FIFPro Women's World11 en 2020.